# Орден Црногорске велике звијезде
Орден Црногорске велике звијезде је одликовање Црне Горе. Орден је установљен 5. маја 2005. године доношењем Закона о државним одликовањима и признањима. Додјељује га предсједник Црне Горе.
Додјељује се за нарочите заслуге на развијању и учвршћивању сарадње и пријатељских односа између Републике Црне Горе и других држава и међународних организација и за допринос међународном угледу и положају Црне Горе..

## Носиоци ордена
- Џозеф Бајден,(2018)[4]
- Мирослав Лајчак[4]
- краљица Ранија ал Абдулах[4]
- принц Халид Ал бин Абдул Азир Ал,[4]
- шеик Мухамеду бин Заједу[4]
- Зоран Ђинђић (постхумно) (2015)[4][5]
- Ричард Склар, бивши амбасадор САД у Црној Гори[4]
- Радоје Пајовић,(постхумно) (2021)[6]